# LPP
LPP — польская компания, занимающаяся разработкой дизайна, производством и продажей одежды, владелец пяти брендов: Reserved, House, Cropp, Mohito и Sinsay, продающихся в стационарных и интернет-магазинах почти в 40 странах.
Торговая сеть LPP насчитывает более 2000 магазинов общей площадью более 1,7 млн м². В настоящее время в компании работает более 30 000 человек в офисах, дистрибьюторских сетях и магазинах в Польше, странах Европы, Азии и Африки.
В 2022 году компания достигла рекордных результатов, получив почти 16 млрд злотых выручки и более 1 миллиарда злотых прибыли. Акции компании LPP SA котируются на Варшавской фондовой бирже, компания числится в индексе WIG20 и включена в индекс MSCI Poland.
28 апреля 2022 года, в связи с российской агрессией на Украине, LPP объявила о продаже своей дочерней компании и тем самым завершила свою 20-летнюю деятельность на этом рынке.

## История

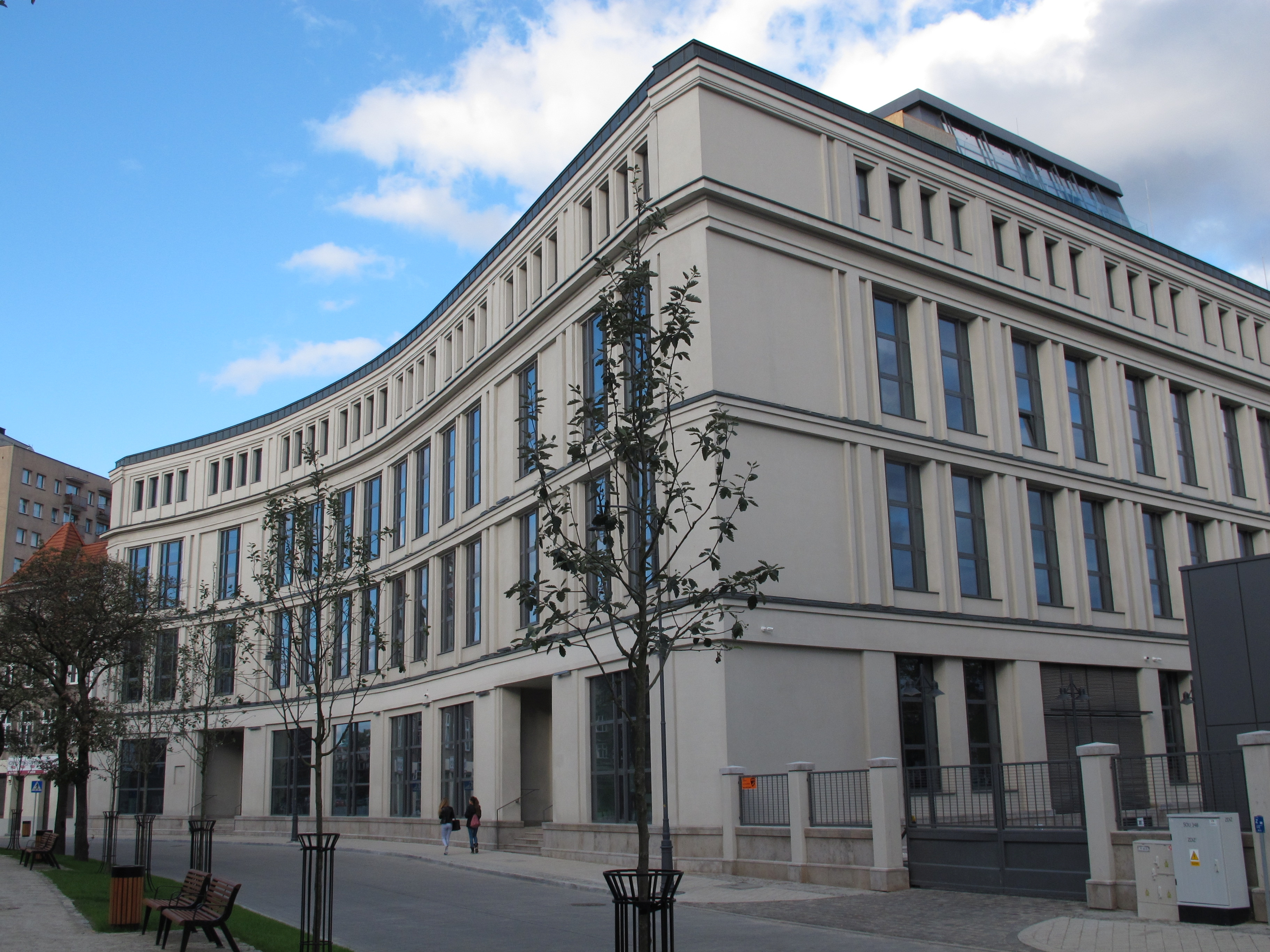
Главный офис компании LPP в Гданьске.

### 1991—2000
В 1991 году в Гданьске Марек Пехоцки и Ежи Любянец начали деятельность в швейной промышленности. Предприятие, изначально работающее под названием PH Mistral s.c., через четыре года было преобразовано в компанию LPP (аббревиатура от фамилий учредителей — Любянец, Пехоцки и партнеры (Lubianiec, Piechocki i Partnerzy). В 1997 году был официально открыт офис компании в Шанхае. В конце 1990-х владельцы LPP приняли решение о разработке первого авторского бренда Reserved и создании собственной розничной сети. Первые магазины этого бренда, который является флагманским для группы LPP, были открыты в 1998 году.

### 2001—2013
В 2001 году состоялся дебют компании LPP на Варшавской фондовой бирже. Последующие два года были направлены на продвижение бренда Reserved на рынки Центральной и Восточной Европы. В 2002 году были открыты магазины в России, Эстонии, Чехии, Латвии и Венгрии, а в 2003 году — в Литве, Украине и Словакии. Благодаря успехам бренда компания увеличила свое портфолио и в 2004 году открыла магазин Cropp в Польше. В последующие годы компания вывела этот бренд на рынки Эстонии, Словакии и Латвии (2005), а также Литвы, России и Чехии (2006). Деятельность компании в 2007—2008 годах концентрировалась на развитии рынков Румынии и Болгарии. В 2008 году был сдан в эксплуатацию распределительный центр компании LPP в городе Прущ-Гданьский. В этом же году произошло слияние с краковской компанией Artman, владельцем брендов House и Mohito. В результате этой сделки компания LPP стала крупнейшей сетью одежды в Польше и собственником четырех брендов. В 2012—2013 году портфолио компании пополнилось брендом Sinsay.

### 2014—2019
В 2014 году компания была включена в биржевой индекс WIG20, а флагманский бренд Reserved появился на немецком рынке. В том же году состоялся дебют всей продукции компании LPP на Балканах, в Хорватии. Следующий год ознаменовался экспансией на рынки Ближнего Востока. По состоянию на конец 2017 года сеть продаж компании LPP была представлена более 1700 магазинами общей площадью 1 млн м². В 2017 году был также открыт офис департамента продукта LPP в Варшаве и состоялся дебют брендов Reserved, Cropp и House в Белоруссии и Сербии. В 2017 году компания LPP открыла магазин на Oxford Street в Лондоне. В 2018 году состоялись очередные дебюты магазинов LPP на новых рынках — в Израиле, Казахстане и Словении[. В 2019 году компания открыла первые магазины в Боснии и Герцеговине и в Финляндии.

### С 2020 года
В 2020 году в ответ на ограничения в стационарной торговле, вызванные пандемией Covid-19, компания провела ускоренную цифровую трансформацию, превратившись таким образом в омниканальную организацию. Было устранено разделение продаж на онлайн и оффлайн, оба канала стали рассматриваться как единое целое, ориентированное на клиента. Год спустя, после стабилизации рынка, LPP вернулась к политике зарубежной экспансии и, укрепляя свои позиции в Юго-Восточной Европе, открыла первые магазины всех своих брендов в Северной Македонии. Два года спустя, как следствие российской агрессии против Украины, LPP приняла ключевое решение о полном прекращении своей деятельности в России и продаже своей дочерней компании китайскому консорциуму. В результате потери второго по величине рынка компания приняла новую стратегию развития, которая предусматривает дальнейшее расширение в центральной, южной и западной частях Европы и увеличение объемов продаж в канале электронной коммерции. В 2022 году компания LPP открыла стационарные магазины Sinsay в Италии, а в следующем году — в Греции.
Осенью 2023 года бренд Reserved дебютировал в Милане и открыл еще больше магазинов в Великобритании.

## Магазины и распределительные центры
Глобальная сеть поставок LPP основывается на двух распределительных центрах, предназначенных для обслуживания более 2000 магазинов по всему миру, и складах типа Фулфилмент-центр, поддерживающих онлайн-продажи компании. Все логистические процессы проектируются и управляются логистическим оператором LPP Logistics, входящим в Группу LPP.
Первый распределительный центр компании в Прущ-Гданьском был открыт в 2008 году и благодаря постоянной модернизации и нескольким расширениям, сегодня является одним из крупнейших и самых современных распределительных центров в Центральной и Восточной Европе. В 2017 году компания LPP начала осуществлять поставки из недавно открытого FC в Стрыкуве под Лодзью В результате динамичного роста электронной коммерции в 2019 году компания открыла еще один склад для обработки онлайн-заказов в Румынии, а годом позже подписала контракт на аренду складских площадей в Словакии. Дальнейшая потребность в расширении логистической базы привела к запуску новых Фулфилмент-центров в Прущ-Гданьском и Подкарпатье в 2022 году. В этот же период начал работу второй распределительный центр Группы — CD Бжесць-Куявски. По итогам 2022 года общая складская площадь всех объектов под управлением LPP Logistics составила более 400 тыс. м².

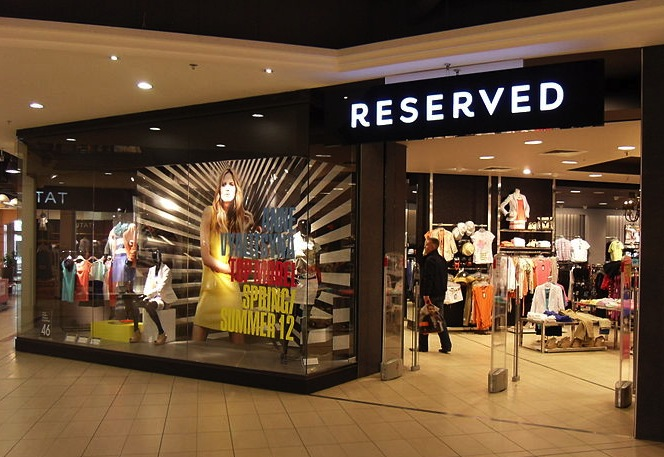
Reserved (Гданьск)
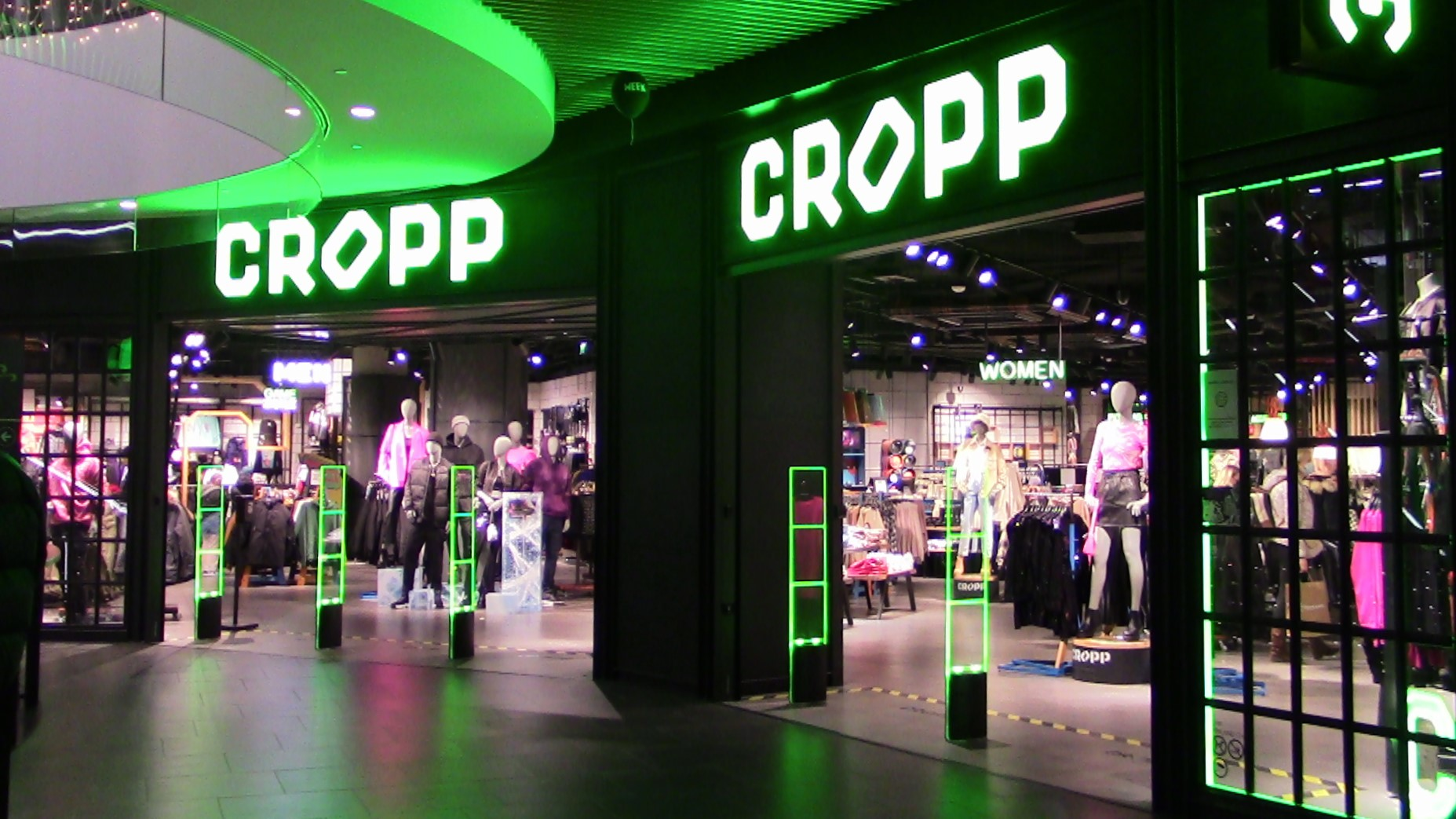
Cropp (Хельсинки)
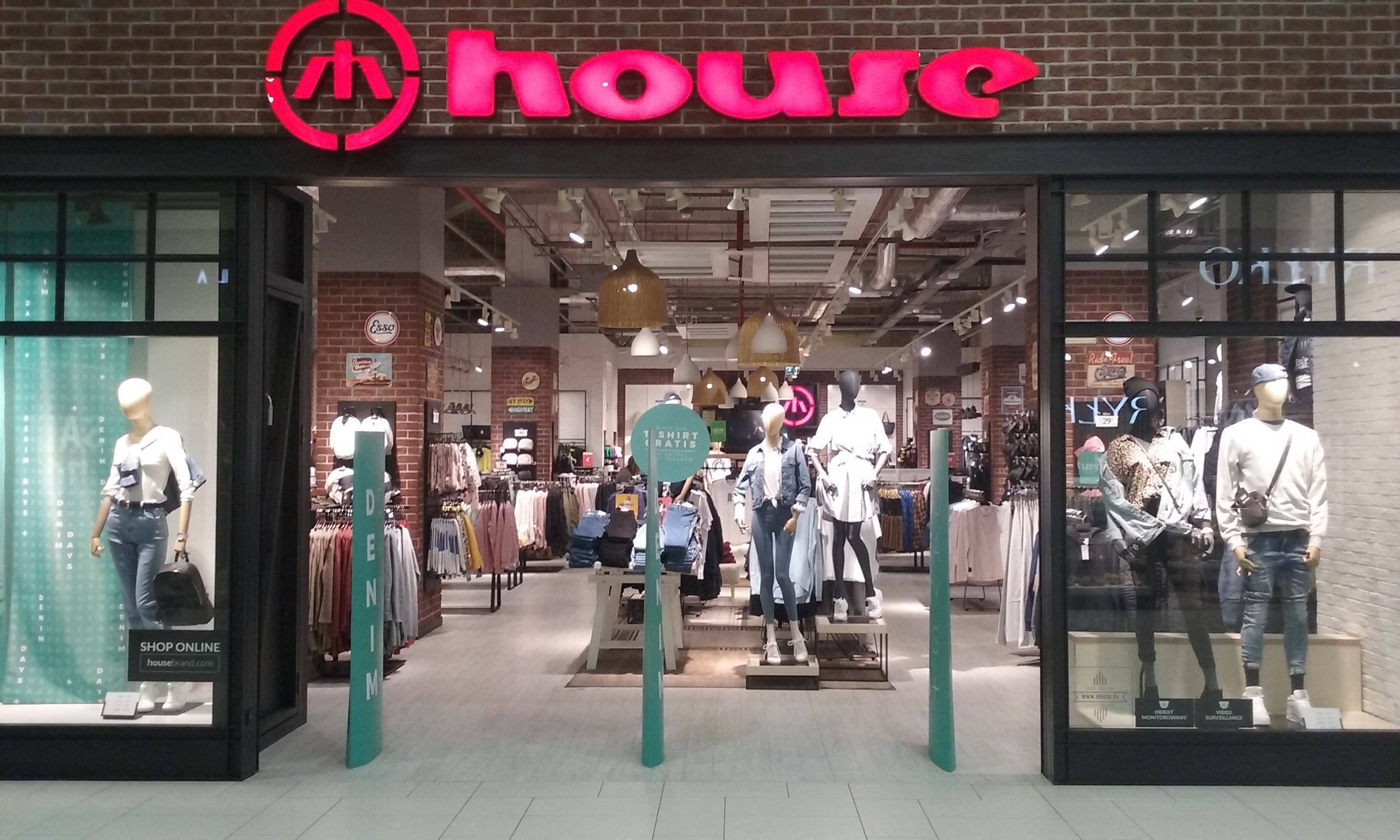
House (Томашув-Мазовецки)
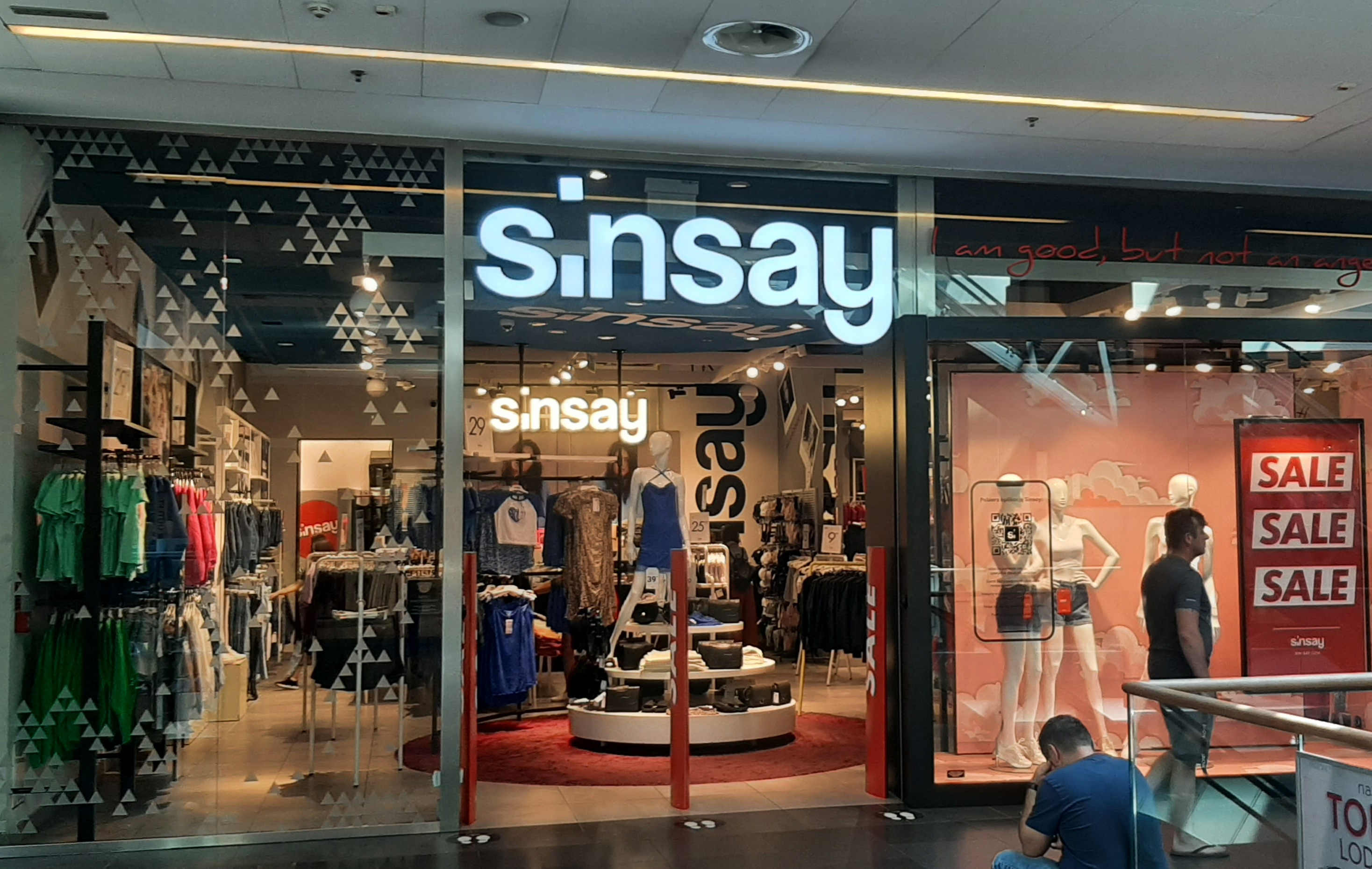
Sinsay (Влоцлавек)

## Производство
У компании LPP нет собственных производственных объектов. Одежда брендов группы производится главным образом в Азии, а также в Польше и других европейских странах, в частности, в Италии, Португалии, Румынии, Болгарии и Турции. В 1997 году компания открыла свой офис в Шанхае, а с 2015 года также в столице Бангладеш, Дакке. Сотрудники этих офисов отвечают за привлечение поставщиков, поддержку, координацию и контроль каждого из этапов производства, а также контроль качества.

## Листинг на Варшавской фондовой бирже
LPP SA с 2001 года является компанией, акции которой котируются на Варшавской фондовой бирже. На момент дебюта компании цена одной акции оставляла 48 злотых. В 2014 году компания LPP была включена в индекс WIG20, представленный 20 крупнейшими компаниями, зарегистрированными на Варшавской фондовой бирже. В том же году LPP была включена в индекс MSCI.

## Акционеры
Согласно данным компании количество голосов на общем собрании акционеров распределяется следующим образом.
- Фонд Semper Simul — 60,8 %
- Фонд Sky — 5,7 %
- прочие — 33,5 %

Чтобы обеспечить гарантию долговременной непрерывной работы компании и во избежание раздробленности капитала LPP в будущем, в 2018 году учредители акционерного общества приняли решение создать фонд и внести в него свои акции. В 2020 году фонд Semper Simul Foundation, являющийся мажоритарным акционером компании, приобрел контрольный пакет акций LPP, что гарантирует долгосрочное и стабильное управление семейным бизнесом и реализацию его стратегии.

## Некоторые награды и отличия
- 2001: Награда газеты Puls Biznesu — «Газели бизнеса» (Gazele Biznesu) — для компании LPP, как одной из наиболее динамично развивающихся компаний
- 2002: Награда газеты Giełdy Parkiet — «Биржевая компания с наилучшим управлением» (Najlepiej Zarządzana Spółka Giełdowa)
- 2003: Награда для бизнеса Президента Республики Польша — «Лучшее польское предприятие» (Najlepsze Polskie Przedsiębiorstwo)
- 2004: Награда еженедельника Rzeczpospolita — «Орел Речи Посполитой» (Orzeł Rzeczpospolitej)
- 2004: Лучшая компания года по розничной торговле в Центральной и Восточной Европе
- 2008: Награда еженедельника Rzeczpospolita — «Орел Речи Посполитой» (Orzeł Rzeczpospolitej)
- 2008: Награда газеты Puls Biznesu — «Столпы польской экономики» (Filary Polskiej Gospodarki)
- 2008: Награда еженедельника Rzeczpospolita — Рейтинг самых ценных польских брендов
- 2009: Награда газеты Puls Biznesu — «Биржевая компания года» (Giełdowa Spółka Roku) — Отношения с инвесторами
- 2011: Награда газеты Puls Biznesu — «Биржевая компания года» (Giełdowa Spółka Roku): I место в главном рейтинге, категория «Компетентность правления», категория «Успех в 2011 году»[53]
- 2012: Награда газеты Giełdy Parkiet — «Компания года, входящая в индекс mWIG40» (Spółka Roku mWIG40)
- 2013: Награда ежемесячного журнала Forbes — «Бриллианты»[54]
- 2013: Награда еженедельника Rzeczpospolita — «Хорошая компания» (Dobra Firma)
- 2014: Награда Польского агентства по развитию предпринимательства (PARP) — «Работодатель завтрашнего дня» (Pracodawca Jutra)[55]
- 2015: Награда газеты Giełdy Parkiet — рейтинг компаний, поддерживающих наилучшие отношения с инвесторами — I место
- 2015: Рейтинг американского ежемесячного журнала Forbes — Рейтинг самых инновационных растущих компаний (Most Innovative Growth Companies)[56]
- 2015: Рейтинг 200 крупнейших польских компаний 2017 от еженедельника Wprost[57]
- 2016: «Стройка 2015 года» (Budowa Roku 2015) — конкурс организован Министерством строительства, Польским союзом инженеров и техников строительства и Главным управлением строительного надзора[58]
- 2016: «Награда десятилетия» (Nagroda dziesięciolecia) — Рейтинг Rzeczpospolita и Deloitte[59]
- 2017: Награда ежемесячного журнала Forbes
- 2017: «Польская компания — международный чемпион» (Polska Firma — Międzynarodowy Czempion): награда редакции газеты Puls Biznesu, премия в категории «Экспортер: Польская частная компания — большое предприятие» (Eksporter: Polska Firma Prywatna — duże przedsiębiorstwo)[60]
- 2018: Награды еженедельника Rzeczpospolita — Рейтинг самых ценных польских брендов: первое место Reserved, третье место House, четвертое Cropp[61]
- 2018: III место в Исследовании отношений с инвесторами компаний индекса WIG30 по мнению институциональных инвесторов[62]
- 2019: «Национальный успех» — во время «Конгресса 590», одного из крупнейших ежегодных экономических форумов в Польше, на церемонии вручения наград для бизнеса Президента Республики Польши компания получила награду в номинации «Национальный успех» (Narodowy Sukces)[63].
- 2020: В конкурсе Digital Excellence, в котором отмечаются компании, осуществляющие цифровые преобразования, LPP была удостоена награды Digital Excellence в категории Digital Capabilities[64].
- 2020: Орел инноваций — награда газеты Rzeczpospolita[65].
- 2020: Зелёный орел — награда газеты Rzeczpospolita[66].
- 2021: Звание «Климатически сознательной компании» — присвоенное в 3-м исследовании Ассоциации биржевых эмитентов, Фонда стандартов отчетности и Bureau Veritas Polska[67]
- 2021: Серебряный листок КСО — присуждаемый еженедельником «Политика»[68]
- 2021: Второе место в общем рейтинге биржевых компаний из индексов WIG20 и mWIG40, представляющих отчеты по вопросам климата, «Benchmark климатических стратегий»[69]
- 2021: Звание лучшего офиса в Труймясте и отличие в категории «Инновации и технологии» в конкурсе Office Superstar — награды, присуждаемые CBRE[70]
- 2021: Биржевая компания года — награда, присужденная редакцией журнала «Пульс бизнеса»[71]
- 2021: Звание лучшей компании WIG20 в конкурсе «Быки и медведи» — награда ежедневной газеты «Паркет»[72]
- 2022: Золотой листок КСО — награда, вручаемая еженедельным журналом «Политика»[73]
- 2022: Зеленый листок КСО — награда, впервые присужденная еженедельным журналом «Политика» за внедрение решений, оказывающих положительное влияние на окружающую среду[74]
- 2022: III место в рейтинге «Самые важные предприятия для Польши» — отличие, присужденное газетой «Rzeczpospolita»[75].
- 2022: «Самый лучший новый магазин года в Центральной и Восточной Европе» — награда, присужденное компанией Eurocee, издателем журнала Eurobuild CEE, в 12-м выпуске конкурса CEE Region Eurobuild Awards[76].
- 2022: «Самый лучший экспортер» и «Самый лучший работодатель» — звания, присужденные газетой «Dziennik Bałtycki» в рейтинге «ТОП 100 Поморья»[77].
- 2023: «Лидер по связям с инвесторами» — первое место в опросе по связям с инвесторами в компаниях WIG30, проводимом газетой «Parkiet» и Палатой брокерских домов[78].
- 2023: «Самое лучшее приложение в сфере мобильной коммерции» — награда для приложения Sinsay в конкурсе Mobile Trends Awards[79].
- 2023: «Главный приз MTA» — звание лучшего проекта года, присужденное на конкурсе Mobile Trends Awards[79].
- 2023: «Инвестор без границ» — награда, присужденная бизнес-порталом WNP.pl и журналом «Nowy Przemysł» за смелую и эффективную стратегию зарубежной экспансии[80].
- 2023: Орлы ESG — приз, присужденный газетой «Rzeczpospolita» за умелое преодоление кризисных ситуаций, технологическую, логистическую и торговую трансформацию[81].
- 2023: «Золотой листок CSR» — награда, присужденная еженедельником «Polityka» за всю деятельность, осуществляемую с точки зрения экологического, социального и корпоративного управления[82].
- 2023: «Зеленый листок CSR» — отличие, присужденное еженедельником «Polityka» в знак признания снижения негативного воздействия на климат[82].

## Производство в Азии, контроль цепочки поставок и соглашение ACCORD
С 2013 года компания LPP систематически работает над внедрением стандартов по обеспечению безопасности и условий труда в швейной промышленности в Азии. С 2014 года у всех поставщиков, сотрудничающих с LPP, действует Кодекс поведения. Документ включает основные положения конвенции Международной организации труда и Всеобщей декларации прав человека и определяет требования в отношении поставщиков, в том числе в отношении политики оплаты труда, запрета детского труда, принципа работы на добровольной основе, свободы объединения в профсоюзы, правил по технике безопасности и охране труда. С целью повышения контроля над фабриками, изготавливающими продукцию для LPP в Бангладеш, помимо контроля собственных инспекторов, компания решила поручить международным аудиторам, компании SGS, осуществление проверки фактического соблюдения Кодекса поведения поставщиками в Бангладеш.
Кроме того, в октябре 2013 года, компания LPP, единственная среди польских компаний по производству одежды, присоединилась к соглашению ACCORD, направленному на повышение безопасности на швейных фабриках в Бангладеш (англ. Accord on Fire and Building Safety in Bangladesh). Благодаря сотрудничеству и финансовой поддержке государств, подписавших это соглашение, контролем было охвачено в общей сложности более 1600 азиатских фабрик и ателье. Соглашение ACCORD также способствовало реализации программ ремонтных работ более чем на 90 % фабрик (по состоянию на конец 2017 года). В рамках программы Safety Committee Training (Комитет по обучению технике безопасности труда), одного из ключевых проектов соглашения, до конца 2017 года было проведено 882 тренинга, в которых приняли участие около 1,2 млн работников.
В начале 2018 года компания LPP снова продлила соглашение на 3 года, так называемое Transition ACCORD. Его основной целью является подготовка правительства Бенгалии к проведению самостоятельных проверок и аудитов на фабриках и обеспечению дальнейшей реализации мер по устойчивому улучшению условий труда. 1 сентября 2021 года вместо прежней инициативы ACCORD была создана новая под названием International Accord for Health and Safety in the Textile and Garment Industry (сокращенно: International Accord). Ее цель — продолжить и расширить совместные усилия участников соглашения с профсоюзами по обеспечению безопасности швейных фабрик.
В 2022 году компания присоединилась к amfori BSCI, глобальному инициатору деятельности по устойчивому производству и торговле. Членство в организации позволит LPP лучше контролировать и наблюдать за этическими, трудовыми и экологическими вопросами на сотрудничающих предприятиях.
Год спустя LPP стала единственной польской компанией, которая присоединилась к подписантам соглашения Accord Pakistan (The Pakistan Accord on Health and Safety in the Textile and Garment Industry), целью которого является контроль условий труда и безопасности в цепочках поставок с участием поставщиков из Пакистана.

## Финансовые показатели
Согласно отчету Министерства финансов в 2018 году, компания LPP заняла третье место среди крупнейших в Польше плательщиков налога на прибыль организаций в области торговли.
| Год  | Выручка, млрд злотых | Прибыль, млн злотых | НПК, млн злотых |
| ---- | -------------------- | ------------------- | --------------- |
| 2021 | 12                   | 1959                | 355,3           |
| 2020 | 6,5                  | 219                 | 41              |
| 2019 | 8,2                  | 850                 | 108             |
| 2018 | 6,9                  | 1044                | 144,8           |
| 2017 | 6,1                  | 536                 | 41              |
| 2016 | 5,2                  | 243                 | 6               |
| 2015 | 4,8                  | 419                 | 44              |
| 2014 | 4,4                  | 622                 | 86              |
| 2013 | 3,8                  | 542                 | 87              |
| 2012 | 3                    | 393                 | 57              |

С 2016 года компания выплатила в государственный бюджет в общей сложности 7,6 млрд злотых в виде налогов и других сборов, а ее вклад в польский бюджет только в 2022 году составил почти 1,7 млрд злотых.

## Мероприятия, связанные с охраной окружающей среды
Компания LPP реализует мероприятия, направленные на осознанное отношение к природным ресурсам на всех этапах деятельности LPP — начиная с выбора сырья, из которого создается одежда, продаж, и заканчивая работой офисов и логистических объектов компании.
- 2014: Отказ от использования ангоры в производстве одежды[93].
- 2016: Заключение договора с организацией «Otwarte Klatki» и отказ от использования натурального меха в производстве одежды[94].
- 2017: Принятие новой политики в отношении упаковки для онлайн-заказов — коробки из переработанного картона для брендов Reserved и Mohito. Одновременный отказ от одноразового пластика в поставках брендов Cropp, House и Sinsay[93][95].
- 2018: введение в брендах LPP линеек продуктов Eco Aware, изготовленных из экологически чистых материалов (органический хлопок, TencelTM лиоцелл, EcoVeroTM, сертифицированный лен)[96];
- 2018: запуск программы по сбору подержанной одежды и ее передаче бездомным в рамках мероприятий, связанных с оказанием помощи, охраной окружающей среды и предоставлением второй жизни текстилю[97][98];
- 2019: присоединение к инициативе New Plastics Economy Global Commitment и принятие обязательств по устранению до 2025 года пластиковой упаковки, не подлежащей дальнейшему использованию, переработке или компостированию[99][100];
- 2019: объявление новой стратегии устойчивого развития For People for Our Planet на 2020—2025 годы[101].
- 2020: присоединение к Польскому Пластиковому Пакту[102].
- 2020: присоединение к глобальной инициативе Zero Discharge Hazardous Chemicals по обеспечению химической безопасности в швейной промышленности[103][104].
- 2021: bступление в международную организацию Canopy, целью которой является разработка наилучших возможных практик по сохранению лесных ресурсов путем внесения изменений в процесс закупки, упаковки и производства тканей из целлюлозы[105];
- 2021: присоединение к инициативе Cotton made in Africa, направленной на устойчивое производство хлопка и поддержку африканских фермеров[106];
- 2022: yчастие, в качестве первой польской компании, в научно-целевой инициативе (SBTi), которая поддерживает частные предприятия в разработке и реализации стратегии декарбонизации[107][108].
- 2022: Установление сотрудничества с польским стартапом Use Waste для разработки инновационного метода полной переработки полиэфирных тканей[109].
- 2022: Установление сотрудничества с amfori BSCI — инициативой, поддерживающей прозрачное управление вопросами этики и прав человека в цепочке поставок[91].
- 2023: Утверждение планов по декарбонизации, разработанных экспертами LPP в рамках международной инициативы Science Based Targets (SBTi)[110].